# Szkoła dramaturgiczna
Szkoła dramaturgiczna – nurt w teorii socjologicznej nawiązujący do prac Ervinga Goffmana.
Goffman w swojej pracy pt. W teatrze życia codziennego opisuje rzeczywistość społeczną jako spektakl teatralny, a jednostki jako aktorów grających jednocześnie kilka ról np. syn-brat-wnuczek-mąż-prawnik. Każda interakcja jednostek jest występem - polega na kreowaniu wcześniej założonego przez działającego aktora wrażenia, jakie chce wywrzeć na swoim odbiorcy. W celu manipulacji wrażeniem, aktor wykorzystuje rozmaite rekwizyty, niezbędne mu do wiarygodnego odegrania roli. Rzeczywistość społeczna dzieli się na strefy, zupełnie jak w teatrze można wydzielić scenę i kulisy- prawdziwe oblicze aktora można poznać jedynie w momencie, gdy przemieszcza się z jednej strefy do drugiej. Każdy działający podmiot starając się być jak najbardziej wiarygodnym w swojej roli, stara się, aby rozdzielić swoją publiczność - tak, aby konkretny występ przedstawić przed dokładnie jednym rodzajem publiki. 
Rozwojem szkoły dramaturgicznej zajęli się później inni socjologowie amerykańscy, wprowadzając pojęcia typu pozycjo-rola, segment roli, konflikt ról społecznych.